# Elektryon (Sohn des Perseus)
Elektryon (altgriechisch Ἠλεκτρύων Ēlektrýōn) ist in der griechischen Mythologie ein König von Mykene oder Midea. 

## Mythos
Elektryon ist der Sohn des Perseus und der Andromeda, er heiratete Anaxo, die Tochter seines Bruders Alkaios. Nach Hesiod war seine Gattin Lysidike, die Tochter des Pelops. Mit seiner Frau zeugte er eine Tochter, Alkmene, und zwölf Söhne, Perilaos, Nomios, Epilaos, Gorgophonos, Eurybios, Amphimachos, Kelaineus, Stratobates, Lysinomos, Cheiromachos, Anaktor und Archelaos. Mit der „Phrygierin“ Mideia hatte er einen unehelichen Sohn Likymnios.
Die Söhne des Pterelaos kamen nach Mykene und erhoben als Nachkommen des Mestor, eines Bruders Elektryons, Ansprüche auf die Herrschaft über das Reich. Als sie ungehört blieben, trieben sie die mykenischen Rinder zusammen und wollten sie mitnehmen. Die Söhne Elektryons – außer Likymnios, der noch sehr jung war – traten ihnen entgegen und man einigte sich, um die Rinderherde zu kämpfen. Hierbei kamen alle Söhne des Elektryon ums Leben. Von den Söhnen des Pterelaos überlebte nur Eueres, der die Rinder mit fort nahm und an den elischen König Polyxenos gab. Amphitryon, der Sohn des Alkaios, erwarb die Rinder von Polyxenos und brachte sie Elektryon zurück.
Nun wollte Elektryon seine Söhne rächen und bereitete einen Feldzug gegen Pterelaos vor. Deshalb übergab er die Herrschaft an Amphitryon und stellte die Hochzeit mit seiner Tochter Alkmene in Aussicht. Doch Elektryon wurde versehentlich von Amphitryon getötet, als dieser mit einer Keule nach einem entlaufenen Rind warf und dabei Elektryon traf. Amphitryon, Alkmene und Likymnios verließen das Land und Sthenelos, ein weiterer Bruder Elektryons, übernahm die Regierung. Amphitryon führte später eine große Streitmacht gegen Pterelaos und rächte so den Tod der Söhne des Elektryon.